# IV. Feld
IV. Feld ist ein aus einer Hofschaft hervorgegangener Wohnplatz in der bergischen Großstadt Solingen.

## Lage und Beschreibung
Der heute in der geschlossenen Bebauung aufgegangene Ort IV. Feld befindet sich südöstlich der Solinger Innenstadt am Südrand des Stadtbezirks Solingen-Mitte. Die zu dem Ort gehörenden Gebäude befinden sich entlang der Hacketäuerstraße zwischen den Einmündungen Bayernweg und Thüringer Straße. Im Ort sind noch einige, teils verschieferte Fachwerkhäuser erhalten, die auf die einstige Lage der Hofschaft hinweisen. Die meisten Gebäude in und um das IV. Feld sind jedoch erst im Zuge der Errichtung einer Großwohnsiedlung des Spar- und Bauvereins Solingen Ende der 1950er Jahre entstanden.
Benachbarte Orte sind bzw. waren (von Nord nach West): Meigen, Halfeshof, Windfeln, Eick, Krahenhöhe, Klönnenhöhe, Maushöhe, Kirschbaumshöhe, III., II. und I. Feld sowie Meigenerbrühl.

## Etymologie
Der Name des Ortes kommt mehrfach in Solingen vor, darunter auch in der Walder Hofschaft Felder Hof. Südlich der Solinger Innenstadt gab es insgesamt vier Höfe mit dem Namen Feld sowie drei Felder Straßen, die der Übersicht halber mit römischen Zahlen durchnummeriert wurden. Laut Brangs lagen die Orte Mitte der 1930er Jahre noch immer in relativ großen Feldern (= landwirtschaftlich genutzte Flächen), wodurch ihr Name erklärt werden könne.

## Geschichte
Der Hofschaftsname Feld ist bereits seit dem 14. Jahrhundert nachweisbar, die erste urkundliche Erwähnung erfolgte als van dem Velde im Jahre 1363.:1 Um welchen der vier Höfe es sich dabei handelt, ist nicht bekannt. Im Zehntverzeichnis der Abtei Altenberg von 1488 erscheinen alle vier Orte als Velde. In dem Kartenwerk Topographia Ducatus Montani von Erich Philipp Ploennies, Blatt Amt Solingen, aus dem Jahre 1715 ist der Ort mit einer Hofstelle verzeichnet und als o. Feldt (= Obenfeld oder oberes Feld) benannt. Er wurde in den Ortsregistern der Honschaft Solingen innerhalb des Amtes Solingen geführt. Die Topographische Aufnahme der Rheinlande von 1824 verzeichnet den Ort als 1tes Feld, die Preußische Uraufnahme von 1844 verzeichnet den Ort als IVtes Feld. In der Topographischen Karte des Regierungsbezirks Düsseldorf von 1871 ist der Ort ebenfalls als 4tes Feld verzeichnet.
IV. Feld gehörte nach Gründung der Mairien und späteren Bürgermeistereien zur Bürgermeisterei Dorp, die im Jahre 1856 das Stadtrecht erhielt. Die Bürgermeisterei beziehungsweise Stadt Dorp wurde nach Beschluss der Dorper Stadtverordneten zum 1. Januar 1889 mit der Stadt Solingen vereinigt. Damit wurde IV. Feld ein Ortsteil Solingens.
Die durch den Ort führende Wegeverbindung von der Schützenstraße bis zur Meigener Schule hieß ursprünglich IV. Felderstraße. Sie wurde im Jahre 1935 in Hacketäuerstraße umbenannt, in Erinnerung an die Angehörigen des preußischen Infanterie-Regiments Nr. 16, in dem viele Solinger dienten. Noch in der Nachkriegszeit nach dem Zweiten Weltkrieg war die Umgebung des IV. Felds nur sehr dünn besiedelt. Da die Wohnungsnot nach dem Krieg groß war, errichtete der Solinger Spar- und Bauverein (SBV) in den 1950er Jahren an mehreren Orten im Stadtgebiet neue Großwohnsiedlungen. An den neu angelegten Straßen in und um das IV. Feld – Sängerweg, Bayernweg, Thüringer Straße und Pommernweg – entstanden bis 1960 zahlreiche zwei- und dreigeschossige Mehrfamilienhäuser des SBV mit insgesamt 500 Wohnungen. In der neuen Wohnsiedlung ging der Ort nahezu geschlossen auf, der Ortsname ist nicht mehr im Stadtplan verzeichnet.